# Coironalia denticulata
Coironalia denticulata är en fjärilsart som beskrevs av Butler 1882. Coironalia denticulata ingår i släktet Coironalia och familjen mätare. Inga underarter finns listade i Catalogue of Life.